# Подземен град Каймаклъ
Подземният град Каймаклъ (на турски: Kaymaklı, кападокийски гръцки: Ανακού) е древен подземен град в Кападокия, регион Централен Анадол, Турция. Намира се под съвременния град Каймаклъ на 19 км от Невшехир по пътя между Невшехир и Нигде.

## История
Още фригийците през VIII-VII в.пр.н.е. откриват че меката вулканична скала в региона лесно се копае и са направили първите пещери. По римско време жителите на областта, вече покръстени, разширяват тунелите и изграждат подземни параклиси с надписи на гръцки. Остават в историята като кападокийски гърци.
По времето на Византия, подземният град е съществено разширен и вкопан по-надълбоко, тъй като е използван за защита от мюсюлманските арабски нападения през четирите столетия на Арабско-византийски войни (780-1180 година). Подземният град Каймаклъ е свързан с подземния град подземния град Деринкую с километрични тунели. Някои от находките, открити в двете подземни селища, са отнесени към средновизантийския период, между V и X век. Двата града продължили да се ползват от християнското население за закрила и от монголските нашествия през XIV век.
След като регионът попада под властта на селджукските турци, чак до началото на XX век, градовете били ползвани като убежища при периодичните османски зверства над християнското население. Ричард Макджиливрей Доукинс, лингвист в Кеймбридж, който през 1909-1911 година провежда изследване на кападокийските гърци в областта, документира през 1909 година:
| „ | ... когато до нас достигаше новината за скорошните зверства в Адана, голяма част от хората в Аксо [село Хасакьой, вилает Нигде] бягаха към тези подземни укрития и за няколко нощи не смееха да остават да спят на повърхността. | “ |

Когато християнското население от региона е изселено през 1923 година в рамките на извършената размяна на население между Гърция и Турция, подземните тунели биват изоставени.

## Описание
Около сто тунела съставляват подземния град Каймаклъ. Тунелите се използват и до днес като винарски изби, складове и конюшни. Каймаклъ се различава от Деринкую по структурата си: тунелите са по-ниски, по-тесни и по-стръмно вкопани. Жилищните площи и пространствата са организирани около вентилационните шахти, и по тази причина дизайнът на всяко помещение зависи от достъпа до вентилация.
На първото (най-близкото до земната повърхност) ниво са били конюшните, вдясно от тях вероятно е имало жилищни помещения. На втория етаж е църквата с неф и две апсиди. Пред апсидите е куполът за кръщене, покрай стените са платформи за сядане. На етажа на църквата също има жилищни помещения.
На третото ниво са разположени най-важните стопански помещения – складове, преси за вино и зехтин, кухненски помещения. На това ниво се намира и забележителен андезитен блок с релефна повърхност, за който се знае, че е използван за студена обработка на медна руда, вероятно добивана от региона между Аксарай и Невшехир, в мина използвана и от жителите на Асиликуюк, най-старото селище в региона на Кападокия.
Големият брой складови пространства и открити глинени съдове на четвъртото ниво свидетелстват за икономическата стабилност на подземния град. Каймаклъ е едно от най-големите подземни селища в региона. Голямата складова зона в това иначе ограничено пространство говори за големия брой жители, които са търсели убежище в града, около 8 хиляди.
Като туристическа забележителност подземният град за първи път е отворен през 1964 година. Само един от четирите етажа на подземния град е отворен за туристи.
|  | Тази страница частично или изцяло представлява превод на страницата Kaymakli Underground City в Уикипедия на английски. Оригиналният текст, както и този превод, са защитени от Лиценза „Криейтив Комънс – Признание – Споделяне на споделеното“, а за съдържание, създадено преди юни 2009 година – от Лиценза за свободна документация на ГНУ. Прегледайте историята на редакциите на оригиналната страница, както и на преводната страница, за да видите списъка на съавторите. ВАЖНО: Този шаблон се отнася единствено до авторските права върху съдържанието на статията. Добавянето му не отменя изискването да се посочват конкретни източници на твърденията, които да бъдат благонадеждни. |